# Francisco Arias de Saavedra
Francisco Arias de Saavedra y Santa Cruz, I conde de Casa Saavedra (Lima, 1746-1823), fue un noble criollo que ejerció importantes cargos administrativos y académicos en el Virreinato del Perú. 

## Biografía
Sus padres fueron el cusqueño Francisco Arias de Saavedra y Buleje, descendiente del primer Marqués del Moscoso, y la limeña María Narcisa de Santa Cruz y Centeno, hija del II Conde de San Juan de Lurigancho. Inició sus estudios en el Real Colegio de San Martín, y los continuó en el Colegio Mayor de San Felipe y San Marcos (1763), para luego cursar leyes en la Universidad de San Marcos. Incorporado desde esa época al Regimiento de la Nobleza de Lima, cuerpo de milicias creado por el virrey Amat.
Una vez recibido como abogado ante la Real Audiencia de Lima, ejerció funciones de confianza en la administración virreinal como procurador general de Lima (1776), asesor de la Casa de Moneda (1778-1790) y fiscal interino de la Real Audiencia (1792). Elegido alcalde ordinario (1790), le tocó representar al Cabildo en el recibimiento al virrey Gil de Taboada ese mismo año. El propio Cabildo le designó más tarde regidor (1796) y pasó a ser perpetuo, por real cédula de Carlos IV (1802). Y aunque nuevamente fue nombrado alcalde ordinario, declinó ejercer el cargo, prefiriendo el de procurador general de la ciudad.
Cuando el virrey Abascal organizó el Regimiento "Voluntarios Distinguidos de la Corcordia Española del Perú", fue incorporado a sus filas con el rango de comandante, al mismo tiempo que se le concedía el hábito de caballero de la Orden de Calatrava (1811). Años después, Fernando VII le otorgó el título de Conde de Casa Saavedra (1° de mayo de 1817), y sería promovido en las milicias a los rangos de coronel y, finalmente al de brigadier.
En sus últimos años, el claustro sanmarquino lo eligió vicerrector (1820), siendo uno de los firmantes del Acta de Declaración de la Independencia , por ello el protector San Martín le otorgó categoría de asociado a la Orden del Sol (1821) y lo incluyó entre los miembros de número de la Sociedad Patriótica (1822). Elegido rector de la Universidad de San Marcos (30 de junio de 1822), falleció en el cargo.

## Matrimonio y descendencia
Contrajo matrimonio en Lima, con Petronila Bravo de Lagunas y Zavala, heredera del marquesado de Torreblanca, con la cual tuvo a:
- Petronila Arias de Saavedra y Bravo de Lagunas, casada con Manuel de la Puente y Querejazu, VI Marqués de Villafuerte.
- Narcisa Arias de Saavedra y Bravo de Lagunas, casada con el brigadier Juan Bautista de Lavalle, heredero del condado de San Antonio de Vista Alegre.

| Predecesor: José de Santiago Concha | Alcalde ordinario de Lima Primer voto 1790       | Sucesor: Gaspar Carrillo de Albornoz |
| Predecesor: Ignacio Mier            | Rector de la Universidad de San Marcos 1822-1823 | Sucesor: José Mariano de Aguirre     |